# Гейл Гамільтон
Гейл Райс Гамільтон (англ. Hale Rice Hamilton; 28 лютого 1880 — 19 травня 1942) — американський актор, письменник і продюсер.

## Біографія
Гамільтон народився в Топіка, штат Канзас, у 1880 році (рік його народження іноді вказується як 1879 або 1883).
Бродвейський дебют Гамільтона був у фільмі «Повернення Дона Цезаря» (1901).
Він був одружений з трьома актрисами, Джейн Оукер, Міртл Теннехілл і Грейс Ла Рю. Таннехіл подала до суду на Гамільтона, звинувачуючи його в тому, що Грейс Ла Рю переманила його від неї.
Помер від крововиливу в мозок у 1942 році в Голлівуді, Каліфорнія.

## Вибрана фільмографія
- 1926 — Великий Гетсбі
- 1927 — Телефонна дівчинка
- 1930 — Плата
- 1931 — Танцюйте, дурні, танцюйте / Dance, Fools, Dance
- 1931 — Незнайомці можуть поцілуватися
- 1931 — Чемпіон
- 1932 — Я — втікач-каторжанин
- 1934 — Дівчина з Міссурі